# Третя битва при Артуа
Третя битва при Артуа (фр. Troisième bataille d'Artois та нім. Herbstschlacht bei La Bassée und Arras) — третя спроба проведення наступальної операції військами Антанти на Західного фронту в регіоні Артуа за часів Першої світової війни. Також знана, як Лоос-Артуаська операція, що включала великий британський наступ — битву при Лоосі. Битва, що проводилася французькими військами одночасно з другою шампанською битвою, стала останньою спробою французького головнокомандувача Ж. Жоффра скористатися чисельною перевагою союзних військ на цьому напрямку та прорвати позиції німців.

## Історія

### Передумови
Після провалу другої спроби розгромити кайзерівські війська в Артуа у травні-червні 1915 року, союзники виношували чергові плани, цього разу на фоні загального наступу на декількох напрямках. За планом французькі армії завдавали два потужних удари по німецьких військах в Артуа і Шампані з метою розгрому противника в північних департаментах Франції, а британський експедиційний корпус мав наступати на Лооському напрямку. Практично одночасно італійці планували розпочати третій наступ на річці Ізонцо.
Поблизу Аррасу французькі війська силами французька 10-та та британська 1-ша армії генерала Хейга мали прорвати смугу завширшки 22 км, а у Шампані — на ділянці шириною в 35 км силами 2-ї і 4-ї французьких армій з тим щоб прорвати оборону і створити умови для оточення і розгрому німецьких армій у північних департаментах Франції в ході загального наступу союзників. Напередодні наступу англо-французькі війська мали доволі солідну перевагу в чисельності над німецькими військами. Відволікаючі дії завдавали французькі частини 3-ї армії (для сприяння наступу в Артуа поздовж правого берега річки Ена) й 5-ї армії (західніше Реймса), а також британські (2-га армія в районі Іпра) та бельгійська армія (в районі Діксмюде). Загальне керівництво операцією в Шампані здійснював командувач Центральної групи армій генерал Едуар де Кастельно, а в Артуа — командувач Північної групи військ генерал Фердинанд Фош.

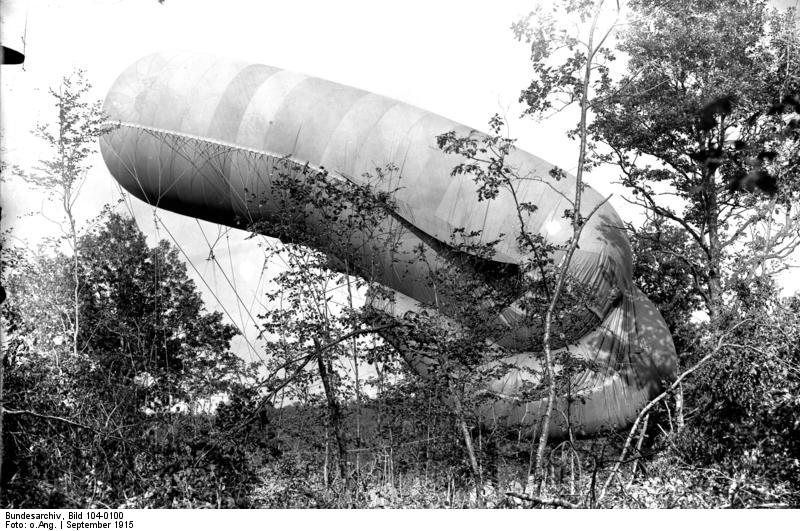
Спуск німецького розвідувального прив'язного аеростату у вересні 1915 року

Операція готувалася в умовах суворої секретності, проводилися перегрупування, будували нові ділянки залізниці, наводились додаткові мости через Марну, для підходу підкріплень, до вихідного району для наступу було підвезено до 6 300 000 артилерійських снарядів. При цьому нормами витрат визначалося до 1200 снарядів на легку і до 420 — на важку гармату. За рахунок складних перегрупувань військ французами було вивільнено до 40 піхотних дивізій і 30 батарей важкої артилерії. 2-га французька армія передала свій фронт оборони 3-й британській та 6-й французькій арміям, що розгорталися, і за місяць до наступу розгорнулася на захід від річки Ена.
Однак, підготовка до масштабної наступальної операції не пройшла непомітною для німецького командування, завдяки розвідці (зокрема повітряній) німці дізналися про підготовку наступу й підтягнули в район передбачуваного прориву додаткові частини піхоти і артилерії.

### Склад сторін
На напрямку головного удару 10-та французька армія генерала В.д'Юрба мала п'ять армійських і кавалерійський корпус, 18 авіаескадрилей, 420 важких, 770 легких і 220 траншейних гармат. 1-ша англійська армія генерала Д. Хейга — три армійських і кавалерійський корпуси, 10 авіаескадрилей, 270 важких і 690 легких гармат. Всього в угрупованні англо-французьких сил в Артуа налічувалося 27 піхотних і 3 кавалерійські дивізії, 264 літаки, 1 400 легких, 730 важких і 220 траншейних гармат. У 6-й німецької армії генерала Рупрехта, проти якої діяла британсько-французьке угруповання, було 13,5 піхотних дивізій (з них 6,5 дивізій у резерві), 9 авіазагонів (70 літаків), 795 легких і 265 важких гармат. Таким чином, угруповання французьких та британських військ в Артуа перевершували своїх супротивників у живій силі і артилерії в 2 рази.

### Наступ
Артилерійська підготовка атаки в 10-й французькій армії тривала 5—7 днів (з 18—20 по 25 вересня). 23 вересня літаки і дирижаблі бомбардували залізничні станції, переправи та інші тилові об'єкти 6-ї армії. О 12:25 25 вересня після сильного вогневого нальоту артилерії і мінометів перейшла в атаку французька піхота. Але противник чекав на наступ союзників, й в перший день бою французами були захоплені всього одна-дві лінії окопів першої позиції. 6-та німецька армія (1-й баварський, 6-й і 4-й корпуси), посилена резервами піхоти й артилерії, вчинила французам запеклий опір.
У смузі наступу 1-ї британської армії артилерійська підготовка розпочалася з 21 вересня. За 40 хвилин до атаки пустили газ з балонів і нейтральний дим з димових шашок, а піхота перейшла в наступ о 06:30 ранку 25 вересня. Вперше в історії, атака піхоти прикривалася димовою завісою. Однак умови для хімічної підготовки атаки були не зовсім сприятливі. Вітер був слабким і міняв напрямок. Випущені 150 т хлору частково захопили і британські окопи. Внаслідок цього 1-й і 4-й Індійські корпуси почали атаку неодночасно. І все ж за перший день бою вони зайняли першу німецьку позицію на фронті в 7 км і 3 км в глибину й на окремих ділянках підійшли до вогневих позицій німецьких батарей. Подальша атака тимчасово була припинена через перебої в постачанні боєприпасами і великі втрати.
До 28 вересня тривали запеклі окопні бої з перемінним успіхом, німецькі війська, отримавши підкріплення, вибили тих, що наступали, з другої лінії окопів, проте перегрупувавши сили при артилерійській підготовці французькі війська знову пішли в атаку, й знову зав'язалися запеклі траншейні бої.

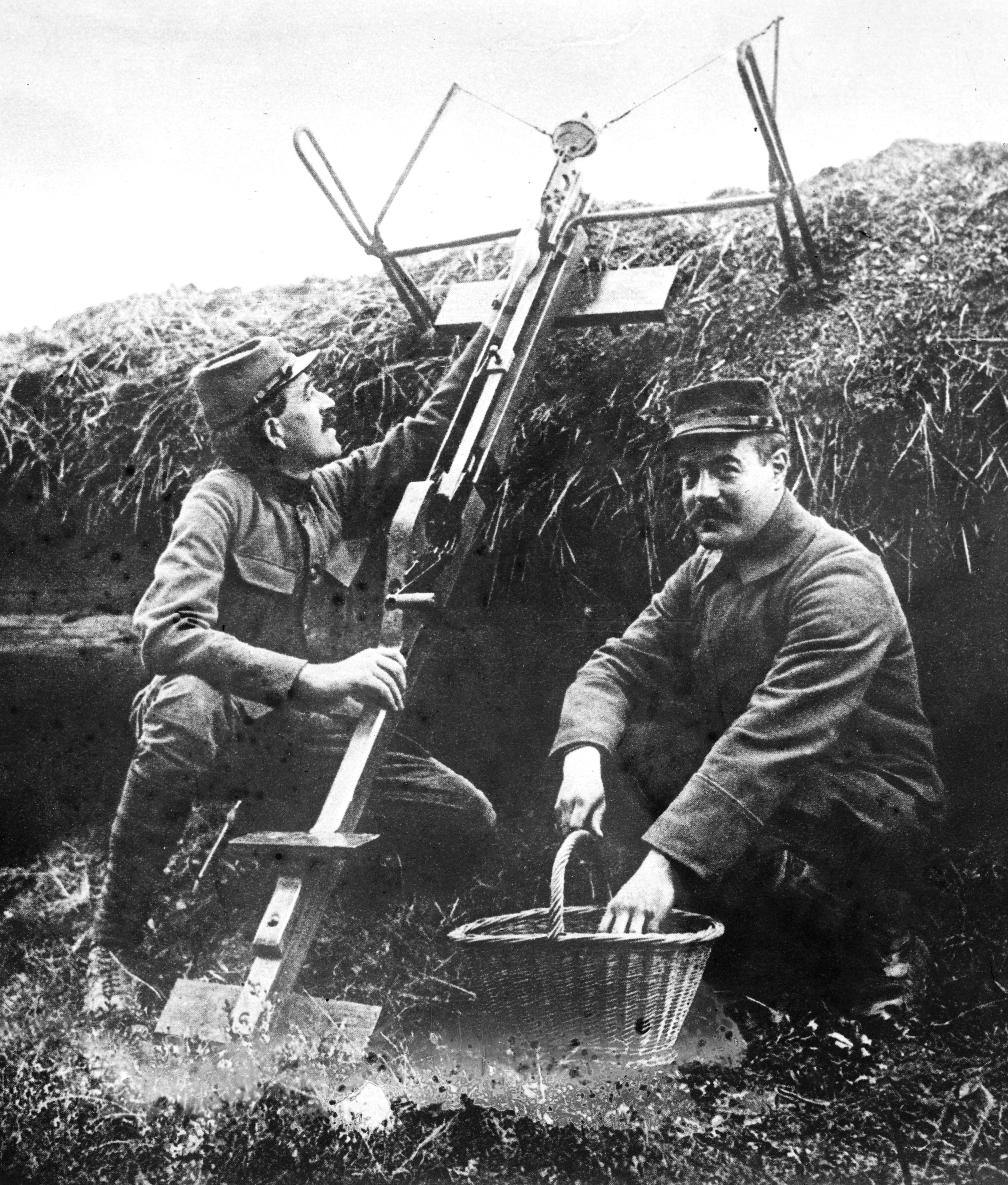
Французька піхота веде вогонь з саморобного арбалету мінами по німецьких позиціях. Західний фронт. 1915

Під ударами контратак німців просування французів і британців сповільнилося. 27 вересня Ф. Фош віддав наказ тимчасово припинити атаки, перенісши їх спочатку на 1, а потім на 10 жовтня. Але з 8 по 9 жовтня 6-та армія Рупрехта провела сильну контратаку проти 10-ї армії, чим послабила її атаку, що була здійснена 11 жовтня після одноденної артилерійської підготовки із застосуванням хімічних снарядів. 13 вересня 10-та армія зовсім припинила атаки; 1-ша британська армія ще спробувала прорвати другу позицію, але успіху не здобула і з 14 жовтня й вона відмовилася від подальших спроб атакувати.
В результаті операції в Артуа союзники опанували дві невеликі ділянки, одну перед 10-ю армією (9 км по фронту і 2 км в глибину) і другу перед 1-ю британською армією (до 6 км по фронту і 3 км в глибину).

### Підсумки
У третій спробі прорвати оборону німецьких військ в Артуа, як і в попередніх, британсько-французьке командування недооцінювали фактор раптовості. Тривала підготовка до операції була виявлена повітряною розвідкою противника, а тривала артилерійська підготовка атаки розкрила ділянки атаки та дозволила німецькому командуванню посилити їх ще до початку наступу резервами піхоти й артилерії. Також не врахували союзники і метеорологічні умови. Перенесення наступу в силу різного роду обставин на вересень — жовтень призвело до того, що через дощі й тумани їхня велика перевага в авіації була зведена нанівець. Артилерія без підтримки з повітря не могла вести ефективну контрбатарейну боротьбу. Нарешті, наступ, що проводився на головних напрямках, був дуже слабо підтриманий наступом на допоміжних напрямках.